# 지방도 제1011호선
지방도 제1011호선(가야 ~ 대양선)은 경상남도 함안군 가야읍 가야사거리와 합천군 대양면 대양 교차로를 잇는 경상남도의 지방도이다.
합천군 대양면, 의령군 북동부 면지역과 함안군 중심을 잇는 주요도로로, 함안군 법수면의 동부지역을 통과하며 함안군 가야읍의 함안 나들목에서 남해고속도로와 교차하는 것이 특징이다. 전 구간 왕복 2차로로 구성되어 있다.
2007년부터 건설교통부에서 지방도 노선번호 일관성을 위한 노선번호 체계 개선에 의해 지방도 제907호선이 이 지방도로 통합되었다.

## 연혁
- 2003년 2월 20일 : 경상남도 구간 노선 폐지 및 재지정[2][3]
- 2009년 10월 15일 : 지방도 노선 조정[4]
- 2016년 11월 24일 : 가야 ~ 석무간 도로(함안군 가야읍 산서리 ~ 법수면 윤내리) 1.7km 구간 개통[5]
- 2017년 5월 4일 : 구 지방도 제907호선 구간 총연장을 25.0km 에서24.9km 로 변경, 기존 노선 구간 타 노선과 중복되는 구간 연장을 2.1km에서 16.67km로 변경[6]
- 2017년 6월 1일 : 가야 ~ 석무간 도로(함안군 가야읍 산서리 ~ 법수면 윤내리) 1.7km 구간 확장 개통, 기존 1.2km 구간 폐지[7]

## 주요 경유지

### 본래 노선
- 함안군
  - 가야읍 가야사거리 - 함주교 - 함안공설운동장 - 함안고등학교 - 함안중학교 - 돈산삼거리 - 함안 나들목 - 산서리
  - 법수면 악양삼거리 - (석무동) - 석무사거리 - 윤외리 - 독산삼거리 - 삼태삼거리 - 주물리 - 백곡교

- 의령군
  - 정곡면 백곡교 - 백곡리 - 예둔리 - 성황리 - 정곡면공설운동장 - 월현천교 - 중교사거리 - 정곡면 행정복지센터 - 중교 - 정곡초등학교 - 중교리
  - 유곡면 신촌리 - 신촌삼거리 - 신촌교 - 송산교 - 송산초등학교(폐교) - 송산리
  - 궁류면 압곡리 - 운계삼거리 - 궁유교 - 궁류면사무소 - 토곡리 - 토곡교 - 다현리 - 나부터재
  - 봉수면 나부터재 - 봉수교 - 신현리 - 신현교 - 봉수초등학교 - 서암리

- 합천군
  - 대양면 백산교 - 백암리 - 덕정리 - 대양면사무소 - 덕정삼거리 - 대양초등학교 - 대양 교차로

### 구지방도 제907호선구간
경상북도
- 고령군
  - 쌍림면 안림삼거리 - 고령 나들목 - 고령 딸기마을 - 안림교 - 신곡리 - 박곡재

경상남도
- 합천군
  - 쌍책면 박곡재 - 상신리 - 하신리 - 하신삼거리 - 사양삼거리 - 사양리 - 상포리 - 합천박물관 - 성산리 - 황강교
  - 적중면 황강교 - 죽고리 - 적중교 - 부수교 - 상부교 - 적중면사무소 - 상부리 - 지대리저수지 - 명곡2저수지 - 누하리 - 상홍사 - (이후 도로 없음)

- 의령군
  - 부림면 (이전 도로 없음) - 권혜리(하권마을) - 천락저수지 - 천락리 - 서득교삼거리

## 중복 구간
- 함안군 가야읍 가야사거리 ~ 함주교 남단 : 국도 제79호선과 중복
- 함안군 가야읍 함주교 남단 ~ 의령군 정곡면 중교사거리 : 국가지원지방도 제67호선과 중복
- 의령군 유곡면 신촌삼거리 ~ 궁류면 운계삼거리 : 지방도 제1041호선과 중복
- 의령군 봉수면 신현리 ~ 서암리 : 국가지원지방도 제60호선과 중복
- 합천군 쌍책면 하신삼거리 ~ 사양삼거리 : 지방도 제1034호선과 중복
- 합천군 적중면 적중교 : 국도 제24호선과 중복

## 도로명

### 경상북도
- 고령군 쌍림면 안림삼거리 ~ 박곡재 : 쌍쌍로

### 경상남도
- 합천군 쌍책면 박곡재 ~ 하신삼거리 : 쌍쌍로
- 합천군 쌍책면 하신삼거리 ~ 적중면 적중교 서단 : 황강옥전로
- 합천군 적중면 적중교 : 동부로
- 합천군 적중면 적중교 동단 ~ 적중면사무소 : 적중로
- 합천군 적중면 적중면사무소 ~ 지대리저수지 : 상중부중앙길
- 합천군 적중면 지대리저수지 ~ 명곡2저수지 : 우회로
- 합천군 적중면 명곡2저수지 ~ 누하리 : 명곡2길
- 의령군 부림면 권혜리 ~ 서득교삼거리 : 천혜로

- 함안군 가야읍 가야사거리 ~ 법수면 악양삼거리 : 함안대로
- 함안군 법수면 악양삼거리 ~ (석무동) : 법수로
- 함안군 법수면 (석무동) ~ 의령군 유곡면 신촌삼거리 : 법정로
- 의령군 유곡면 신촌삼거리 ~ 궁류면 운계삼거리 : 청정로
- 의령군 궁류면 운계삼거리 ~ 봉수면 신현리 : 궁류로
- 의령군 봉수면 신현리 ~ 합천군 대양면 덕정삼거리 : 대한로
- 합천군 대양면 덕정삼거리 ~ 대양 교차로 : 대야로